# Don't Need No Money
Don't Need No Money (literalmente Não preciso de nenhum dinheiro em português) é o single de estreia conduzido pelo cantor de house music Imani Williams (também conhecido pelo monônimo Imani). Foi lançado em 1º de julho de 2016, através da Sony Music Entertainment. Possui participações dos DJs e produtores de música house Sigala e Blonde. Bem como sendo primeira canção de Imani, foi o primeiro projeto destaque de Sigala e Blonde juntos. Imani se inspirou para a ideia da música quando o mesmo explodiu pela primeira vez na cena musical em 2016, fazendo os vocais de "Say You Do", também de Sigala, ao lado do produtor de drum and bass DJ Fresh.

## Desempenho nas paradas
| Parada (2016)                    | Melhor posição |
| -------------------------------- | -------------- |
| Irlanda (IRMA)                   | 86             |
| Escócia (Scottish Singles Chart) | 93             |
| Reino Unido (UK Singles Chart)   | 71             |